# Cardiff Grange Harlequins Association Football Club
Maillots
Dernière mise à jour : 2 août 2011.
Le Grange Harlequins Football Club est un club de football gallois basé à Cardiff.

## Historique
- 1935 : fondation du club